# Lingga Muda
Lingga Muda is een bestuurslaag in het regentschap Karo van de provincie Noord-Sumatra, Indonesië. Lingga Muda telt 436 inwoners (volkstelling 2010).